# مالكولم إليوت
مالكولم إليوت (بالإنجليزية: Malcolm Elliott) مواليد 1 يوليو 1961 في شفيلد، هو دراج بريطاني سابق في صنف سباق الدراجات على الطريق. سبق أن شارك في دورة الألعاب الأولمبية الصيفية.

## سجل النتائج

### سباقات أو مراحل فاز بها
- طواف إسبانيا

## الميداليات
| الميدالية | المسابقة                  |
| --------- | ------------------------- |
| ذهبية     | دورة ألعاب الكومنولث 1982 |
| ذهبية     | دورة ألعاب الكومنولث 1982 |

## روابط خارجية
- مالكولم إليوت على موقع الاتحاد الدولي للدراجات (الإنجليزية)
- مالكولم إليوت على موقع أرشيف الدراجات (الإنجليزية)
- مالكولم إليوت على موقع إحصائيات الدراجات الإحترافية (الإنجليزية)
- مالكولم إليوت على موقع نسبة الدراجات (الإنجليزية)
- مالكولم إليوت على موقع CycleBase (الإنجليزية)
- مالكولم إليوت على موقع أوليمبيديا (الإنجليزية)
- مالكولم إليوت على موقع اللجنة الأولمبية البريطانية (الإنجليزية)
- مالكولم إليوت على موقع اتحاد ألعاب الكومنولث (مؤرشف) (الإنجليزية)